# Da Vinci’s Demons
Da Vinci’s Demons ist eine US-amerikanisch-britische Historienserie. Sie handelt, unter Berücksichtigung der bekannten historischen Ereignisse, von der fiktiven Jugend des später berühmt gewordenen Erfinders Leonardo da Vinci (gespielt von Tom Riley) im Florenz der Renaissance. Die Fernsehserie ist eine Koproduktion zwischen der britischen Rundfunkanstalt BBC und dem US-amerikanischen Kabelsender Starz. Die Erstausstrahlung erfolgte am 12. April 2013 bei Starz, während die deutschsprachige Ausstrahlung am 17. April 2013 beim Bezahlfernsehsender FOX begann.

## Handlung
Der 25-jährige Leonardo da Vinci ist ein italienischer Maler, Bildhauer, Architekt und Erfinder, der im Florenz des späten 15. Jahrhunderts lebt. Der uneheliche Sohn von Lorenzo Medicis Notar ist mit seinen Ideen und Erfindungen seiner Zeit weit voraus. Als Freidenker versucht er, gegen die Lügen der Kirche und gegen eine elitäre Gesellschaft anzukämpfen. In Florenz beginnt er, für Lorenzo als Kriegsingenieur zu arbeiten.
Als Leonardo von einem mysteriösen Schriftstück, dem Buch der Blätter (im Original: Book of Leaves), hört, begibt er sich mit seinen beiden Freunden – seinem Assistenten Nico und seinem Kumpan Zoroaster – auf die Suche nach dem Buch, da dieses mit seiner in frühesten Kindertagen verschwundenen Mutter zusammenhängt.

## Besetzung und Synchronisation
Die deutsche Synchronisation entsteht nach einem Dialogbuch und unter der Dialogregie von Klaus Terhoeven durch die Synchronfirma Splendid Synchron GmbH in Köln.
| Rollenname                 | Schauspieler/in  | Synchronsprecher/in |
| -------------------------- | ---------------- | ------------------- |
| Leonardo da Vinci          | Tom Riley        | Felix Spieß         |
| Lucrezia Donati            | Laura Haddock    | Vanessa Wunsch      |
| Girolamo Riario            | Blake Ritson     | Simon Roden         |
| Lorenzo Medici             | Elliot Cowan     | Roman Kretschmer    |
| Vanessa Moschella          | Hera Hilmar      | Jana Kilka          |
| Zoroaster                  | Gregg Chillin    | Nico Mamone         |
| Andrea del Verrocchio      | Allan Corduner   | Renier Baaken       |
| Clarice Orsini             | Lara Pulver      | Betül Jülide Gülgec |
| Niccolò „Nico“ Machiavelli | Eros Vlahos      | Tom Raczko          |
| Papst Sixtus IV.           | James Faulkner   | Uli Krohm           |
| Giuliano Medici            | Tom Bateman      | Emmanuel Zimmermann |
| Al-Rahim                   | Alexander Siddig | Maximilian Hilbrand |
| Niccolò Ardinghelli        | Paul Westwood    | Lars Schmidtke      |
| Piero da Vinci             | David Schofield  | Bodo Wolf           |

## Produktion und Ausstrahlung
Vereinigte Staaten und Vereinigtes Königreich
Die erste Staffel wurde in den Bay Studios in Neath, Port Talbot und Swansea in Wales gedreht. Die Ausstrahlung in den USA startete am 12. April 2013 beim Kabelsender Starz im Anschluss an das Serienfinale von Spartacus und erreichte dabei knapp über eine Million Zuschauer, woraus ein Zielgruppen-Rating von 0,4 resultierte. Die restlichen Episoden der ersten Staffel wurden bis zum 7. Juni 2013 gezeigt. Im Vereinigten Königreich erfolgte die Ausstrahlung ab dem 19. April 2013 auf dem britischen Ableger von Fox.
Kurz nach der Premiere verlängerte Starz die Serie um eine zweite Staffel, die am 22. März 2014 Premiere hatte. Nach sieben ausgestrahlten Episoden in der zweiten Staffel gab Starz die Produktion einer dritten Staffel bekannt. Als Showrunner für die dritte Staffel wird John Shiban den vielbeschäftigten Serienschöpfer Goyer ersetzen. Im Juli 2015 gab der Sender Starz bekannt, dass die Serie nach der dritten Staffel enden wird.
Deutschsprachiger Raum
Nachdem sich die Fox International Channels im Juli 2012 die weltweiten Rechte an der Ausstrahlung gesichert hatten, wurde eine Ausstrahlung beim deutschsprachigen Ableger zeitnah an die US-Weltpremiere angekündigt. So begann die deutschsprachige Erstausstrahlung der ersten Staffel schließlich am 17. April und wurde am 12. Juni 2013 beendet. Die Ausstrahlung der zweiten Staffel begann beim Sender am 30. März 2014 mit einer Doppelfolge und endete am 1. Juni 2014. Die dritte Staffel startete in Deutschland am 25. Oktober 2015 auf FOX Channel.
Für das deutsche Free-TV hat sich Super RTL die Ausstrahlungsrechte gesichert. Die Ausstrahlung von Staffel 1 und 2 erfolgte vom 1. April bis zum 20. Mai 2015.
International
Da Vinci’s Demons wird bereits in über 120 verschiedenen Ländern in Nord- und Südamerika, Europa, Ost- und Südostasien sowie im Nahen Osten und in Ozeanien verbreitet. Neben den Vereinigten Staaten und dem Vereinigten Königreich wird die Serie seit dem Jahr 2013 auch in Kanada, Lateinamerika, Bulgarien, Polen, Estland, der Türkei, den Niederlanden, Serbien, Russland, Norwegen, Finnland, Israel, Griechenland, Zypern, Australien, Neuseeland, Südafrika, Indien und in einigen asiatischen Ländern wie Brunei, Hongkong, Singapur, Japan, Taiwan, Indonesien und Vietnam ausgestrahlt. Im Jahr 2014 fand die Erstausstrahlung in Ungarn statt. Die Ausstrahlung im Bezahlfernsehen ist exklusiv bei den jeweiligen lokalen Ablegern der Fox International Channels zu sehen.

## DVD- und Blu-ray-Veröffentlichung
Vereinigte Staaten
- Staffel 1 erschien am 3. September 2013

Großbritannien
- Staffel 1 erschien am 31. März 2014

Deutschland
- Staffel 1 erschien am 22. Mai 2014
- Staffel 2 erschien am 13. November 2014
- Staffel 3 erschien am 8. Juni 2016